# Assevent
Assevent is een gemeente in het Franse Noorderdepartement (Frans: département du Nord) (regio Hauts-de-France). De plaats maakt deel uit van het arrondissement Avesnes-sur-Helpe. Assevent telde op 1 januari 2022 1.782 inwoners.

## Geografie
De oppervlakte van Assevent bedroeg op 1 januari 2022 1,87 vierkante kilometer; de bevolkingsdichtheid was toen 952,9 inwoners per km².

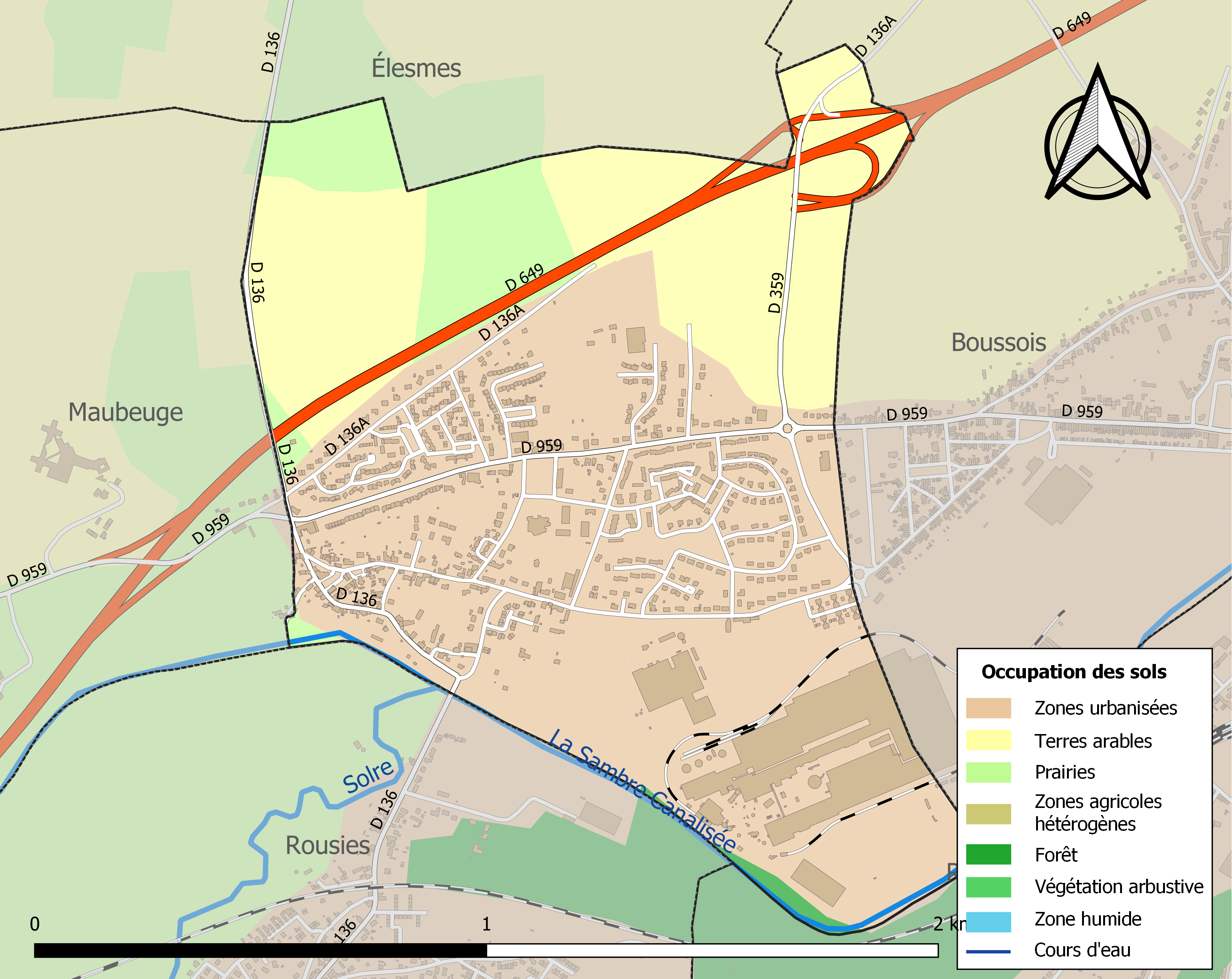
Kaart van de gemeente met belangrijkste infrastructuur, bodemgebruik en omliggende gemeenten

## Bezienswaardigheden
- de Nécropole nationale d'Assevent, een Frans-Duitse militaire begraafplaats met ruim 1800 gesneuvelden uit de Eerste Wereldoorlog.

## Demografie
Onderstaande figuur toont het verloop van het inwonertal (bron: INSEE-tellingen).